# Harry Potter és a Titkok Kamrája (film)
A Harry Potter és a Titkok Kamrája (eredeti cím: Harry Potter and the Chamber of Secrets) 2002-ben bemutatott brit–amerikai fantasy-kalandfilm, amelyet – az előző részhez hasonlóan – Steve Kloves forgatókönyvéből Chris Columbus rendezett. J.K. Rowling azonos című regényének filmadaptációja. A főbb szerepekben ismét Daniel Radcliffe (Harry Potter), Emma Watson (Hermione Granger) és Rupert Grint (Ron Weasley) látható. Új szereplőként tűnik fel Kenneth Branagh (Gilderoy Lockhart), valamint Jason Isaacs (Lucius Malfoy).
A mozifilm a Warner Bros. Pictures, az 1492 Pictures és a Heyday Films gyártásában készült. 2002. november 15-én mutatták be, három héttel Richard Harris halála után, aki Albus Dumbledore roxforti igazgatót alakította. A film kritikai és bevételi szempontból is sikeres lett: 100 millió dolláros költségvetés mellett világszerte 880 millió dolláros bevételt ért el.
Folytatása, a Harry Potter és az azkabani fogoly 2004-ben jelent meg.

## Cselekmény
A szünidőt a Dursley családnál töltő Harryt meglátogatja Dobby, egy házimanó, aki figyelmezteti a fiút, hogy halálos veszélynek teszi ki magát, ha visszatér a Roxfort Boszorkány- és Varázslóképző Szakiskola falai közé szeptemberben. Harry ennek ellenére vissza szeretne menni az iskolába, noha a házimanó ezt megpróbálja megakadályozni. A fiút Vernon bácsi és Petunia néni elzárják a külvilágtól, berácsozzák az ablakait. Azonban a Weasley testvérek, (Fred, George és Ron) kimenekítik a szorult helyzetéből apjuk repülő Fordjának segítségével.
Harry a Weasley család lakásában, az Odúban tölti a szünidő maradék részét, ám szeptember elején hop-porral az Abszol út egyik rossz hírű negyedébe téved. Miután Hagrid "kimenti" onnan, a Weasley családdal és Hermionéval folytatja útját, hogy iskolai dolgokat vegyenek. Egy boltban azonban megállnak, ugyanis a nagyképű, ám szívdöglesztő író, Gilderoy Lockhart tart könyvbemutatót. Azonban Draco Malfoy és apja, Lucius Malfoy is feltűnik a boltban, így feszült lesz a légkör a fiatalok között. Harry és Ron később lemarad a többi családtagtól, és lekésik a Roxfortba tartó vonatot. Végül a két barát a repülő Forddal jut el az iskolába, ahol a meghibásodott autó a fúriafűznek zuhan. A baleset következtében Ron pálcája eltörik, majd a ramaty állapotban lévő autó magától elindul, és eltűnik Tiltott Rengetegben.
Más gondok is akadnak: Perselus Piton és McGalagony majdnem kicsapja őket az iskolából, ugyanis az újság szerint több mugli is látta a repülő autójukat. Végül kegyelmet kapnak, így berendezkednek a Griffendél házban. Az évnyitói ünnepségen Dumbledore bejelenti, Lockhart lett az új Sötét Varázslatok Kivédése tanár. Az év elején rejtélyes módon kővé dermedve találnak Frics macskájára, Mrs. Norrisra, később pedig a Griffendél szellemére, Félig Fej Nélküli Nickre, majd a fényképezőgépébe szeretett elsősre, Colinra. Az első áldozat melletti falon egy vérrel írt felirat áll: "Feltárult a Titkok Kamrája! Reszkessetek, sárvérűek!". Harry többször is hall fenyegető hangokat. McGalagony egy órán beszél a Titkok Kamrájáról: állítólag Mardekár Malazár utódja nyithatja csak ki ezt a Roxfortban elrejtett kamrát, ami ha megtörténik, több mugli származású tanuló is meghalhat.
A Griffendélesek megtudják, Draco Malfoy lett a Mardekár új kviddicsjátékosa. Mikor Malfoy sárvérűnek (mugli származásúnak) nevezi Hermionét, Ron átokkal akar rátámadni, ám az a rossz pálca miatt visszaverődik, így csigákat kezd köpni. Végül Hagridhoz fordulnak segítségért. Az első kviddicsmeccs alkalmával a Griffendél megnyeri a meccset, ám Harry keze eltörik. A gyengélkedőn megjelenik neki Dobby, és elárulja: ő intézte el, hogy lekésse a vonatot és hogy baleset érje a meccsen, majd eltűnik. Később, egy Párbaj Szakköri foglalkozáson Harry és Draco megküzd egymással, majd miután Draco egy kígyót „varázsol” ellenfele elé, Harry beszélgetni kezd az állattal.
Ezután mindenki azt gondolja, párszaszája miatt Harry az a bizonyos „Mardekár utódja”, aki kinyitotta most a Titkok Kamráját. Mindenki elpártol tőle, kivéve néhány tanárt, Ront, Hermionét és Dumbledoret. Dumbledore egy alkalommal megmutatja neki a főnixmadarát, Fawkest.
Hermione azt gondolja, Draco tudhat valamit a merényletekkel kapcsolatban, így egy tervet eszel ki: egy százfűlé főzet segítségével Mardekáros tanulóként kifaggatják Malfoyt. Egy elhagyatott WC-ben készítik el az italt, miközben megismerik Hisztis Myrtle-t. Miután elkábították az igazi Crakot és Monstrót Harry és Ron felveszi azok alakját, ám Hermione nélkül indulnak útnak, ugyanis a lány egy véletlen folytán macskaalakot ölt. A Mardekár klubhelyiségében megtudják Dracótól, nem ő áll a kővé dermesztések mögött, és hogy a Titkok Kamráját régen felnyitották, akkor egy sárvérű halt meg.
Harry talál egy naplót (Voldermort egyik horcruxa [lásd később]) Myrtle WC-jében. Mikor elkezdi olvasni, egy Tom Denem nevű fiú – a napló tulajdonosa – a múltba repíti. Harry szeme elé tárul néhány főbb esemény: Tom Denem és Dumbledore egykori beszélgetéséből megtudja, hogy a Titkok Kamrájából jött "szörnyeteg" végzett egy diáklánnyal, majd Hagridot vádolták meg a kamra kinyitásával. A jelenben másnap valaki felforgatja a Griffendél klubhelyiségét és elrabolja a naplót.
McGalagony professzor szörnyű dolgot tár Harry és Ron szeme elé: Hermione kővé dermesztett testét. A fiúk Hagrid segítségét kérik, aki a Tiltott Rengetegbe irányítja őket a pókok után, majd felsőbb parancsra a Mágiaügyi Miniszterrel indul a Minisztériumba. Harry és Ron Agyarral (Hagrid kutyájával) az erdőbe mennek, majd követve a pókokat eljutnak egy óriási méretű pók, Aragog fészkébe. Aragog, Hagrid barátja elárulja nekik, hogy egy baziliszkusz az a bizonyos szörny a kamrában. Csakhogy Aragog tiltakozása nélkül a pókok megtámadják Ronékat, akik segítségére végül a repülő Ford siet, és kijuttatja őket a Tiltott Rengetegből. Ezután kinyomozzák: ha valaki belenéz a szörny szemébe, azonnal meghal, ám ha nem közvetlenül, akkor "csak" kővé dermed.
Mikor Ron húgát, Ginnyt is elragadja a baziliszkusz és a kamrába viszi, Ron és Harry elhatározza: megtalálják a kamra bejáratát és kiszabadítják a lányt. Ehhez Lockhart segítségét kérik, aki ezt visszautasítja, majd megpróbálja kitörölni Harryék emlékezetét. Csakhogy a két fiú lefegyverzi a gyáva férfit, majd elviszik Myrtle mosdójába. Ott a szellemlány (akivel szintén a baziliszkusz szeme "végzett") segítségével rátalálnak a kamra bejáratára.
Miután lejutottak, Lockhart megpróbál elszökni, ám Ron rossz pálcáját használva kitörli a saját emlékezetét. Harry egyedül folytatja útját, így rátalál az ájult Ginnyre, mellette pedig Tom Denemre és a naplójára. Tom elárulja: ő Voldemort nagyúr régi énje és hogy az akkor tudtán kívül levő Ginny írta fel a feliratot a falra, majd rabolta el a naplót. Tom ezután előhívja a baziliszkuszt, hogy ölje meg Harryt, ám megjelenik Fawkes, ledobja a Teszlek Süveget, majd megvakítja az óriási kígyót.
A süvegben megjelenik Griffendél Godrik kardja, aminek segítségével Harry végez a szörnnyel. A fiúba azonban beleáll a kígyó egyik méregfoga, amit megragadva szétszurkálja azt a bizonyos naplót. Tom Denem megsemmisül, Harry sebét pedig Fawkes gyógyító könnye gyógyítja meg. Az eset után Harry, Ron, Ginny és Lockhart visszatér a Roxfortba a Főnix madár segítségével.
Harry megtudja Dumbledore-tól, hogy Griffendél Godrik kardja csak igazi Griffendéles tanulónak jelenhet meg. Az igazgatóiból kilépve Harry egy csellel felszabadítja Dobbyt Lucius Malfoy uralma alól, aki ezért megpróbál átkot szórni a fiúra. Csakhogy ekkor Dobby közéjük lép és egy varázslattal megvédi Harryt. A tanév végén Hagrid visszatér a Roxfortba, minden diák nagy örömére.

## Szereplők
| Színész              | Szereplő                                         | Magyar hang      |
| -------------------- | ------------------------------------------------ | ---------------- |
| Daniel Radcliffe     | Harry Potter                                     | Gacsal Ádám      |
| Rupert Grint         | Ron Weasley                                      | Berkes Bence     |
| Emma Watson          | Hermione Granger                                 | Szabó Luca       |
| Bonnie Wright        | Ginny Weasley                                    | Csifó Dorina     |
| Robbie Coltrane      | Rubeus Hagrid                                    | Hollósi Frigyes  |
| Martin Bayfield      | Rubeus Hagrid (1943-ban)                         | Hollósi Frigyes  |
| Richard Harris       | Albus Dumbledore professzor                      | Makay Sándor     |
| Maggie Smith         | Minerva McGalagony professzor                    | Kassai Ilona     |
| Alan Rickman         | Perselus Piton professzor                        | Tahi Tóth László |
| Kenneth Branagh      | Gilderoy Lockhart professzor                     | Csankó Zoltán    |
| Christian Coulson    | Tom Denem (1943-ból)                             | Simonyi Balázs   |
| Geraldine Somerville | Mrs. Lily Potter                                 | nem szólal meg   |
| Adrian Rawlins       | Mr. James Potter                                 | nem szólal meg   |
| Fiona Shaw           | Petunia Dursley                                  | Simon Eszter     |
| Richard Griffiths    | Vernon Dursley                                   | Balázs Péter     |
| Harry Melling        | Dudley Dursley                                   | Baráth István    |
| Julie Walters        | Molly Weasley                                    | Andresz Kati     |
| Mark Williams        | Arthur Weasley                                   | Forgács Gábor    |
| Jamie Phelps         | Fred Weasley                                     | Kováts Dániel    |
| Oliver Phelps        | George Weasley                                   | Kováts Dániel    |
| Chris Rankin         | Percy Weasley                                    | Petrik Péter     |
| Warwick Davis        | Filius Flitwick professzor                       | Szokol Péter     |
| Miriam Margolyes     | Pomona Bimba professzor                          | Szabó Éva        |
| Gemma Jones          | Madam Pomfrey                                    | Tímár Éva        |
| David Bradley        | Argus Frics                                      | Varga Tamás      |
| John Cleese          | Félig Fej Nélküli Nick, a Griffendél házszelleme | Galkó Balázs     |
| Shirley Henderson    | Hisztis Myrtl                                    | Huszárik Kata    |
| Edward Tudor-Pole    | Borgin                                           | Izsóf Vilmos     |
| Robert Hardy         | Cornelius Caramel                                | Versényi László  |
| Leslie Phillips      | Teszlek Süveg                                    | Tardy Balázs     |
| Julian Glover        | Aragog                                           | Papp János       |
| Toby Jones           | Dobby, a házimanó                                | Cseke Péter      |
| Jason Isaacs         | Lucius Malfoy                                    | Szakácsi Sándor  |
| Jason Isaacs         | A Baziliszkusz                                   | Bácskai János    |
| Tom Felton           | Draco Malfoy                                     | Borbíró András   |
| Jamie Waylett        | Vincent Crak                                     | Előd Botond      |
| Josh Heardman        | Gregory Monstro                                  | Bíró Attila      |
| Jamie Yeates         | Marcus Flint                                     | Előd Álmos       |
| Matthew Lewis        | Neville Longbottom                               | Hám Bertalan     |
| Devon Murray         | Seamus Finnigan                                  | Stukovszky Tamás |
| Alfie Enoch          | Dean Thomas                                      | Baradlay Viktor  |
| Sean Biggerstaff     | Oliver Wood                                      | Molnár Levente   |
| Hugh Mitchell        | Colin Creevey                                    | Lugosi Domonkos  |
| Edward Randell       | Justin Finch-Fletchley                           | Lugosi Dániel    |

## Filmzene
A Harry Potter és a Titkok Kamrája című film zenéjét az előző filmhez hasonlóan a világhírű zeneszerző, John Williams készítette. Bár a munkálatok nagy részét Williams készítette, de a befejezésben William Ross segített neki.

### Tracklista
1. Prologue: Book II and The Escape From The Dursleys
2. Fawkes the Phoenix
3. The Chamber of Secrets
4. Gilderoy Lockhart
5. The Flying Car
6. Knockturn Alley
7. Introducing Colin
8. The Dueling Club
9. Dobby the House Elf
10. The Spiders
11. Moaning Myrtle
12. Meeting Aragog
13. Fawkes is Reborn
14. Meeting Tom Riddle
15. Corninsh Pixies
16. Polyjuice Potion
17. Cakes for Crabbe and Goyle
18. Dueling the Basilisk
19. Reunion of Friends
20. Harry's Wondrous World
A "Prologue: Book II and The Escape From The Dursleys" című soundtrack nem teljesen új, a "Hedvig's Theme" felújított változata, a "Harry's Wondrous World" című soundtrack pedig teljesen ugyanaz, mint ami korábbi részben is elhangzott.

## Változtatások a könyvhöz képest
A történet egyszerűsítése érdekében a könyv számos jelenetét kihagyták, illetve megváltoztatták a filmben:
- Harry a Borgin & Burkes üzletben nem hallgatja ki a boltos és Malfoyék beszélgetését; csak a Dicsőség kezével „találkozik”. A DVD extrában ez a jelenet megtekinthető
- Kisebb hiba a forgatókönyvben, hogy Abszol-úti találkozásuk során Hermione varázslattal megjavítja Harry szemüvegét (a könyvben Mr. Weasley). Kiskorúak lévén Harryék nem varázsolhatnak az iskolán kívül.
- A filmben megérkezésük után Frics várja a fiúkat, és ő viszi el őket Pitonhoz – a könyvben eleve Pitonnal találkoznak össze.
- A jelenet, mikor Harry az iskolába menet kis híján kiesik a repülő Fordból, teljes mértékben a film sajátja; a könyvben nem történt hasonló
- A könyvben a Czikornyai és Patzában történő szóváltás végén Mr. Weasley és Lucius Malfoy összeverekednek, Hagridnak kell szétválasztani őket – ez kimaradt a filmből
- A filmből kimaradt Ron büntetése a Trófea Terem diszeinek tisztítása; itt találkozni először Tom Denem nevével. A DVD változatban az extrákban Ron a gyengélkedőn megemlíti Hermionének és Harrynek a nevet.
- Csak a könyvben szerepel Félig Fej Nélküli Nick „Kimúlás napi partija” és hogy Frics valójában kvibli.
- Kimaradt az a Harry számára kínos jelenet, amikor Valentin napon kap egy üzenetet Ginnytől.
- A Titkok Kamrájának történetét eredetileg Binns professzor mondja el a diákoknak (aki a filmben nem szerepel), ezért a filmben McGalagony professzor meséli el a történetet.
- A százfűlé főzet receptjének megszerzéséhez a könyvben szükség van egy tanár engedélyéhez – a félrevezetett Lockhart segít nekik.
- A megvakult baziliszkusz a könyvben –Denem parancsára– a szaglásával keresi áldozatát. Fawkes pedig még a napló pusztulása előtt gyógyítja meg Harryt.

## Jelölések
BAFTA-díj (2003)
- jelölés: legjobb hang – Randy Thom, Dennis Leonard, John Midgley, Ray Merrin, Graham Daniel, Rick Kline
- jelölés: legjobb vizuális effektek – Jim Mitchell, Nick Davis, John Richardson, Bill George, Nick Dudman
- jelölés: legjobb látványtervezés – Stuart Craig, Sthephanie McMillan